# Orden del Dragón

Ordo Draconum

La Orden del Dragón (en latín Societas Draconistarum; en húngaro, Sárkány lovagrend; en alemán, Der Drachenorden; en croata, Zmajev red; en rumano, Ordinul Dragonului; en serbio, Ред Змаја; en búlgaro, Орденът на дракона) fue una orden militar católica de caballeros, generalmente integrada por nobles y príncipes, que surgió durante la unión de Hungría y Croacia a finales de la Edad Media. Fundada en 1408 por el rey Segismundo de Hungría (1368-1437) (quien posteriormente también fue emperador del Sacro Imperio Romano Germánico entre 1433 y 1437). La Orden del Dragón tuvo especial importancia en Hungría, Croacia, Serbia, Alemania e Italia. Según una copia que se conserva de sus estatutos, la Orden estaba obligada a defender la Santa Cruz y a luchar contra los enemigos de la Iglesia católica.

## Antecedentes

### Segismundo
El origen de la Orden puede entenderse tras analizar las feroces batallas por el poder que lideró Segismundo antes de 1408.
En 1387, el príncipe Segismundo de Luxemburgo fue elegido Rey de Hungría y Croacia, un título que le proporcionó su matrimonio con la reina María I de Hungría (sin su consentimiento). Durante la siguiente década, buscó apoyos y empleó métodos implacables para mantener su posición en el trono. Su situación empeoró cuando en 1395 su esposa y su único hijo murieron bajo extrañas circunstancias. En 1396, con Hungría y Croacia amenazadas por el Imperio otomano (que ya ejercía el control sobre prácticamente todos los Balcanes), el papa Bonifacio IX proclamó una cruzada contra los turcos. Segismundo lideró una coalición de guerreros, pero hubo de rendirse finalmente en la Batalla de Nicópolis. Aunque se le permitió escapar, su imagen quedó desprestigiada en Hungría. En 1401 tuvo que enfrentarse a una serie de revueltas en su país, pero obtuvo poco a poco el control y se reafirmó como el verdadero rey de Hungría. Derrotó a sus enemigos con la inestimable ayuda de sus aliados: Nicolás Garai el joven y el conde Armando II de Celje, sin los cuales difícilmente habría podido imponer el orden. Dirigió una campaña contra los croatas y los bosnios, que culminó en 1408 con la Batalla de Dobor y una masacre a gran escala de familias nobles. Su pacto con Armando II se fortaleció en 1408, cuando Segismundo se casó con su hija, Barbara de Celje.

## Fundación y objetivos

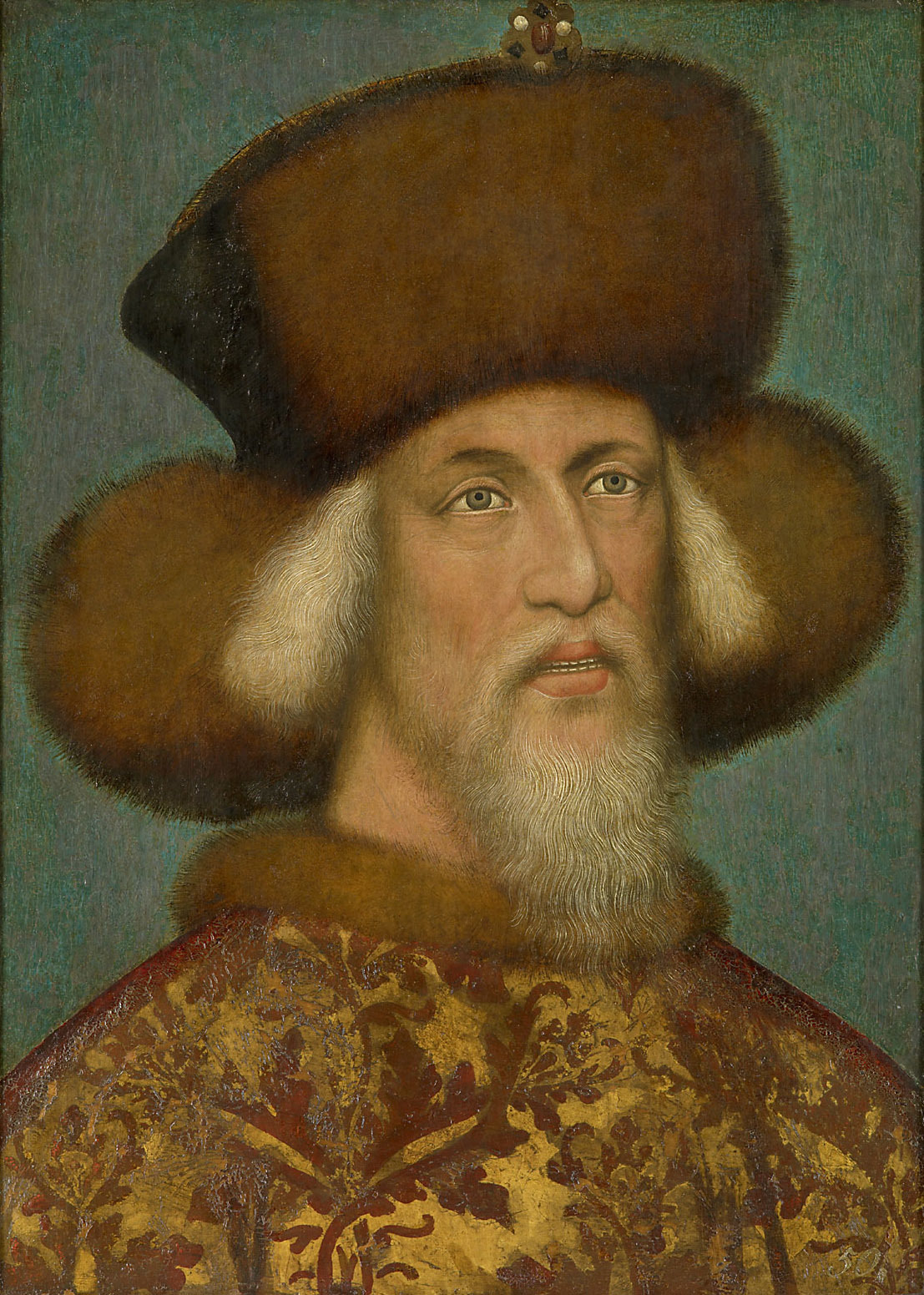
Rey Segismundo de Hungría, fundador de la Orden del Dragón.

El 12 de diciembre de 1408, tras la Batalla de Dobor, Segismundo y su esposa Bárbara de Celje fundan la orden de caballería laica conocida actualmente como Orden del Dragón. Sus estatutos, escritos en latín, la denominaban "sociedad" (societas) y sus miembros portaban el símbolo del dragón, aunque no se lo nombraba. Los documentos actuales, sin embargo, se refieren a ella con una variedad considerable de nombres no oficiales, como Gesellschaft mit dem Trakchen, Divisa seu Societate Draconica, Societate Draconica seu Draconistarum y Fraternitas Draconum. De algún modo resultó una continuación de la anterior orden de caballeros húngaros, la Orden de San Jorge (Societas militae Sancti Georgii), fundada por el rey Carlos I de Hungría en 1318. Esta adoptó también a San Jorge como patrono, de quien las leyendas cuentan que venció a un dragón. Este dragón fue durante años el símbolo de dicha orden. El prólogo a los estatutos de la Orden del Dragón, de 1408, relata que la sociedad fue creada:
"en compañía de los prelados, barones y magnates de nuestro reino, a quienes invitamos a participar con nosotros en esta empresa, en virtud de nuestra clara determinación de aplastar los perniciosos actos del igualmente pérfido Enemigo, a los seguidores del antiguo Dragón y (como uno puede suponer) a los caballeros paganos, a los autores del Cisma y a otras naciones de fe Ortodoxa, y a aquellos que sueñan con someter la Cruz de Cristo y a nuestros reinos, así como su sagrada religión redentora, bajo el estandarte de la Cruz de Cristo triunfante..."
Los estatutos continúan explicando los símbolos de la orden: el uróboros y la cruz roja, los cuales eran portados por sus miembros y otorgaban identidad a la orden. También enumera las obligaciones mutuas del rey y sus nobles. Los miembros tenían que jurar lealtad al rey, a la reina y a sus futuros hijos y se comprometían a defender los intereses reales. Boulton sostiene que "la Sociedad del Dragón tenía la clara intención de servir [...] como institución de la facción realista que su fundador había creado." A cambio de los servicios, los nobles disfrutarían de protección real, honores y títulos.
La naturaleza y objetivos de dicha orden no eran nuevas en Europa. Muchos caballeros medievales anteriores a Segismundo ya habían fundado sus propias órdenes de caballeros para mantenerse en el trono. La orden de Segismundo estuvo sobre todo influenciada, como ya se dijo, por la Orden de San Jorge, cuyos estatutos de 1326 obligaban a proteger al rey de cualquier complot, principios que se mantuvieron también en la Orden del Dragón. Sus miembros ocupaban alguna dignidad alta dentro del reino húngaro, o eran príncipes de Estados vecinos que se hallaban bajo la influencia de Hungría. El único caso aislado fue el del florentino Pipo de Ozora, hábil administrador y comandante militar, hombre de confianza del rey Segismundo, quien poco antes de ser nombrado miembro en 1408 fue investido con el título de Gobernador de la región de Severin (en húngaro: Szörényi bán), pasando oficialmente a formar parte de la élite del reino a la cual pertenecía extraoficialmente desde hacía varios años.
Entre 1408 y 1437 la Orden del Dragón fue la institución política de origen noble más importante en Hungría (y Croacia, pues ésta se hallaba dentro de las fronteras del reino).

## Miembros

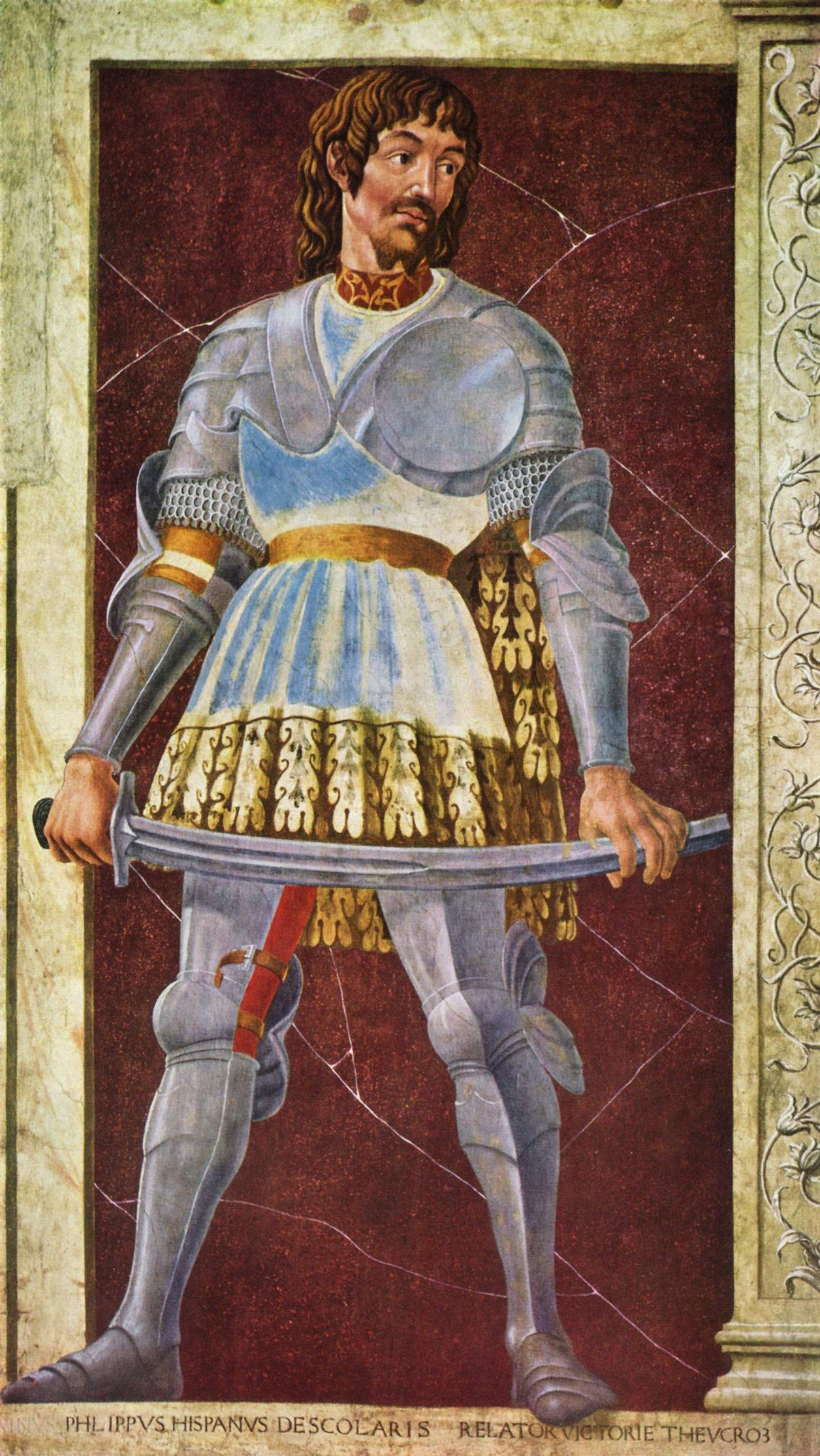
Pipo de Ozora, miembro destacado de la Orden.

Los miembros de la orden, cuyo nombre podríamos traducir como "draconianos", eran referidos en los estatutos como barones. La mayoría eran aliados políticos de Segismundo y en un principio se limitaron a las facciones políticas de Nicolás Garai II y Germán II de Celje. El grupo inicial de reclutados por la orden de Segismundo eran 21 hombres, que llegó a unos 24 en 1418. En 1431, Segismundo decidió aumentar los rangos de la orden. Un segundo grupo de miembros fue iniciado entre 1431-1437. La Orden del Dragón tenía dos niveles. El primero contaba con 24 miembros, a los cuales se permitía portar como emblema de la orden tanto el dragón como la cruz. El segundo grado contaba con una gran cantidad de miembros, y su símbolo era sólo el dragón.
Tras la muerte de Segismundo en 1437, la orden perdió importancia. En cualquier caso, el prestigioso emblema de la orden se conservó en el escudo de armas de varias familias nobles de Hungría, incluidas Báthory, Bocskai, Bethlen, Szathmáry y Rákóczi.

### Lista de reclutados desde 1408
- Segismundo de Hungría (posteriormente también rey de Bohemia y emperador del Sacro Imperio Romano Germánico)
- Esteban Lazarevich (Stefan Lazarević), príncipe de Serbia (1389–1402) y déspota de Serbia (1402–1427) .
- Armando II de Celje, suegro del rey Segismundo.
- Federico II de Celje, hijo del anterior.
- Nicolás Garai el joven, nádor de Hungría.
- Juan Tamási, voivoda de Transilvania.
- Jacobo Lack, voivoda de Transilvania.
- Stibor de Stiboricz
- Juan Maróti, gobernador de Moesia.
- Felipe de Ozora, gobernador de Szeged.
- Nicolás Szécsi, camerario real.
- Carlos Corbaviai, tesorero real.
- Simón Szécsényi, portero real principal (lat. ianitor magister).
- Juan Corbaviai, mesero real principal (lat. dapiferorum regalium magister).
- Juan Alsáni, mesorero real principal.
- Pedro Cseh de Léva, caballericero principal (lat. agasonum regalium magister)
- Nicolás Csáki, el anterior voivoda de Transilvania.
- Pablo Bessenyei, el anterior gobernador de Dalmacia, Croacia y Eslavonia.
- Pablo Pécsi, el anterior gobernador de Dalmacia, Croacia y Eslavonia.
- Miguel Nádasdy, ispán de los székely.
- Pedro Perényi, ispán de la región de Maramaros.
- Emérico Perényi, canciller secreto.
- Juan Garai, hermano del anteriormente mencionado Nicolás Garai.

### Miembros posteriores
- Simón de Rozgony, juez del reino y miembro de la Orden desde 1409.
- conde Esteban Báthory de Ecsed, juez del reino y miembro de la Orden desde 1410.
- Alberto IV de Austria, posterior rey Alberto de Hungría.
- Duque Ernesto de Austria.
- Alfonso V de Aragón, posteriormente rey de Nápoles.
- Rey Vladislao II de Polonia.
- Gran duque Vitautas de Lituania.
- Cristóbal III, Duque de Baviera y rey de Dinamarca.
- Enrique V de Inglaterra.
- Vladislao Jagellón de Bohemia y Hungría.

### Lista de reclutados desde 1431
- Vlad II Dracul[4]
- Osvaldo de Wolkenstein[10]

## El símbolo de la orden y otros artefactos

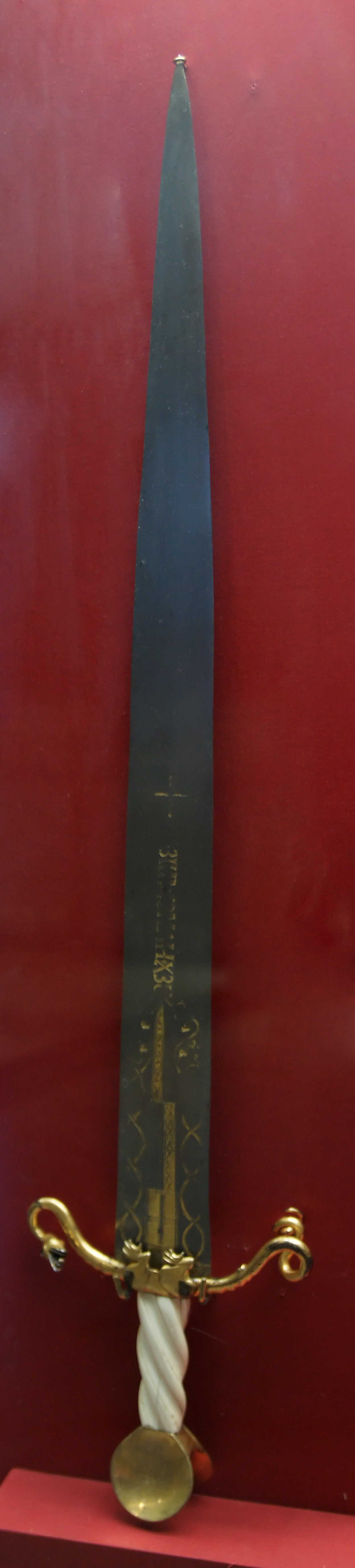
Espada ceremonial de la Orden del Dragón (1433).

El edicto de 1408 describe las dos insignias que tenían que llevar los miembros de la Orden:

... nosotros y los fieles barones y magnates de nuestro reino portaremos y cargaremos, y elegiremos y acordaremos portar y cargar, a modo de sociedad, el signo o la efigie del dragón inscrita dentro de un círculo, con la cola enroscada al cuello, dividido en el centro por su espalda a lo largo de todo su cuerpo, desde el extremo de su cabeza hasta el extremo de su cola, [formando] con sangre una cruz roja que fluye hacia fuera, al interior de la hendidura a través de una grieta blanca, no manchada de sangre, del mismo modo que aquellos que luchan bajo el estandarte del glorioso mártir San Jorge acostumbraban a portar una cruz roja sobre una esfera blanca...

El dragón aquí descrito, con la cola enrollada alrededor del cuello, supone una comparación con el uróboros. Sobre la espalda del dragón, desde la base del cuello hasta la cola, aparece la Cruz de San Jorge, con la imagen completa de una esfera plateada. El emblema de la Orden del Dragón no ha sobrevivido en ninguno de sus originales, pero apareció acuñada en monedas, en obras de arte y en la escritura.
Una anotación al edicto original, procedente de la Universidad de Bucarest, indica que las palabras O Quam Misericors est Deus, Pius et Justus podrían haber sido parte oficial del emblema. En las diferentes clases de la Orden se advierte una ligera variación del símbolo del dragón. Los cambios más comunes pasan por añadir inscripciones como O Quam Misericors est Deus ("Oh, qué misericordioso es Dios") o Justus et Paciens ("Con justicia y paz"). Una de las clases más altas podría haber llevado un collar con un sello, mientras que una ilustración de la época de Otto von Wolkenstein representa otro tipo de variaciones.
Se conservan muy pocos artefactos de la Orden. Una copia de los estatutos de 1408, datada en 1707, es el artefacto literario más antiguo que se conoce. En la actualidad, los materiales conocidos se encuentran archivados en la Universidad de Budapest.